# Добровольський Віктор Миколайович
Ві́ктор Микола́йович Доброво́льський (нар. 10 (23) січня 1906, Одеса, Російська імперія — 28 липня 1984, Київ, Українська РСР) — український актор. Народний артист СРСР (1960), народний артист Української РСР (1948).

## Біографія

Могила Віктора Добровольського

Народився 10 (23) січня 1906 року в Одесі в родині священика. Батько отець Миколай працював настоятелем Лисогірської церкви Петра і Павла. В Лисій Горі промайнуло дитинство майбутнього актора.
В 1928 році закінчив театральну студію при Одеському драматичному театрі. Працював у театрах Одеси, Харкова і Донецька. В 1939–1964 роках — актор Київського українського драматичного театру ім. І.Франка. В 1964–1984 роках — Російського драматичного театру імені Лесі Українки. В кіно знімався з 1930 року.
Помер 28 липня 1984 року в Києві. Похований на Байковому кладовищі (ділянка № 50).

## Відзнаки
Лауреат Сталінської премії другого ступеня (за 1951 рік). Лауреат Державної премії України імені Тараса Шевченка (за 1983 рік).
Нагороджений орденами Леніна, Трудового Червоного Прапора, орденом Народної Республіки Болгарії «Кирила і Мефодія» першого ступеня, медалями.

## Ролі у театрі
Національний академічний драматичний театр імені Івана Франка
- «Украдене щастя» І. Франка — Михайло Гурман
- «Фронт» О.Корнійчука — Огнєв
- «Багато галасу даремно» В.Шекспіра — Бенедикт
- «Вишневий сад» А. Чехова — Лопахін
- «Калиновий гай» О. Корнійчука — Вітровий
- «Крила» О.Корнійчука — Ромодан
- «Платон Кречет» О.Корнійчука — Платон
- «Ревізор» М.Гоголя — Городничий
- «Свіччине весілля» І. Кочерги — Свічка.
- «Макбет» В.Шекспіра — Макбет.

Національний академічний театр російської драми імені Лесі Українки
- «На дикому березі» за Б.Полевим — Литвинов
- «Перший удар» К. Кюлявкова — Димитров
- «Разлом» Б. Лавреньова — Берсенєв
- «Доки арба не перекинулась» А. Іоселіані — Агабо

## Фільмографія
Грав у стрічці:
- «Петро І» (Федька і Ягужинський), створеній на «Ленфільмі», в українських кінокартинах:
- «Макар Нечай» (Макар),
- «Українські мелодії» (Богдан Хмельницький),
- «Блакитні дороги» (капітан торговельного флоту Сергій Костянтинович),
- «Подвиг розвідника» (генерал розвідки),
- «Щедре літо» (секретар райкому Рубан),
- «У мирні дні» (адмірал),
- «В степах України» (1952, секретар обкому Петренко),
- «Нерозлучні друзі» (1952, директор школи),
- «Украдене щастя» (1952, жовнір Михайло),
- «Калиновий Гай» (1953, письменник Батура),
- «Богатир» йде в Марто (1954, боцман Бутенко),
- «Командир корабля» (1954, віце-адмірал Сєров),
- «300 років тому…» (1956, Богдан Хмельницький),
- «Кривавий світанок» (1956, Лук'ян Підпара),
- «Безвісти зниклий» (1956, Ян),
- «Правда» (1957, Чубатенко),
- «Небо кличе» (1959, Демченко Василь Матвійович),
- «Врятуйте наші душі» (1960, Цимбалюк),
- «Люди моєї долини» (1960, Товкач),
- «Сейм виходить з берегів» (1962, «Терентій Буслай»),
- «Гра без правил» (1965, Максим Малінін).

Поставив фільм «Правда» (у співавт. з І. Шмаруком, 1957).

## Вшанування пам'яті

меморіальна дошка

В 1985 році в Києві на будинку по вулиці Хрещатик, 13, де в 1951–1984 роках жив актор, було встановлено бронзову меморіальну дошку (скульптор Б. С. Довгань, архітектор А. С. Тамаров; в 1989 році замінена на іншу; бронза; скульптор А. С. Фуженко, архітектор Т. Г. Довженко).